# Manaung Airport
Manaung Airport är en flygplats i Myanmar.   Den ligger i regionen Rakhinestaten, i den sydvästra delen av landet, 280 km väster om huvudstaden Naypyidaw. Manaung Airport ligger 10 meter över havet. Den ligger på ön Manaung Island.
Terrängen runt Manaung Airport är platt. Havet är nära Manaung Airport åt nordost.  Omgivningarna runt Manaung Airport är en mosaik av jordbruksmark och naturlig växtlighet.